# Chambal
Der Chambal (Hindi: चम्बल, Cambal) ist ein ca. 885 km langer Fluss im nördlichen Indien, der zum Einzugsgebiet des Ganges gehört. Er wird bereits im Mahabharata unter dem Namen Charmanyavati (चर्मण्वती) erwähnt.

## Verlauf
Der Chambal entspringt im zentralindischen Vindhyagebirge südlich der Stadt Mhow nahe Indore; er durchfließt in zumeist nördlicher oder nordöstlicher Richtung die Bundesstaaten Madhya Pradesh, Rajasthan sowie Uttar Pradesh und mündet nach ca. 885 km bei Etawah in die Yamuna. Er ist nicht nur deren längster Nebenfluss, sondern übertrifft sie auch an Größe, was weiter flussabwärts wiederum für die Mündung der Yamuna in den Ganges gilt. Der Chambal entwässert die Landschaft Malwa zwischen dem Aravalli- und dem Vindhyagebirge.

## Städte
Die größte Stadt an seinen Ufern ist die Millionenstadt Kota in Rajasthan; die zweitgrößte Stadt ist Nagda mit ca. 100.000 Einwohnern.

## Stauseen
Der Fluss hat mit seinen Nebenflüssen am Rande des Dekkan-Plateaus ein verzweigtes Schluchtensystem geschaffen, in welchem er mehrere Stromschnellen bildet und an drei Stellen zur Nutzung seiner Wasserkraft gestaut ist.

## Ökologie
Das Einzugsgebiet liegt in einem semiariden bis semihumiden Klimabereich, der durch eine savannenartige Vegetation mit dornenreichen Gehölzen und laubabwerfenden Trockenwäldern charakterisiert ist. Im hügeligen Randbereich der Gangesebene sind die Landwirtschaftsflächen verbreitet von Bodenerosion betroffen.
Der noch wenig verschmutzte Fluss bietet einigen bedrohten Tierarten Lebensraum, darunter dem Gangesdelfin, dem Gangesgavial sowie dem Sumpfkrokodil. Im Unterlauf sind zwei Abschnitte von zusammen rund 425 km Länge zu Schutzgebieten erklärt worden.